# Spirulina (voedingssupplement)

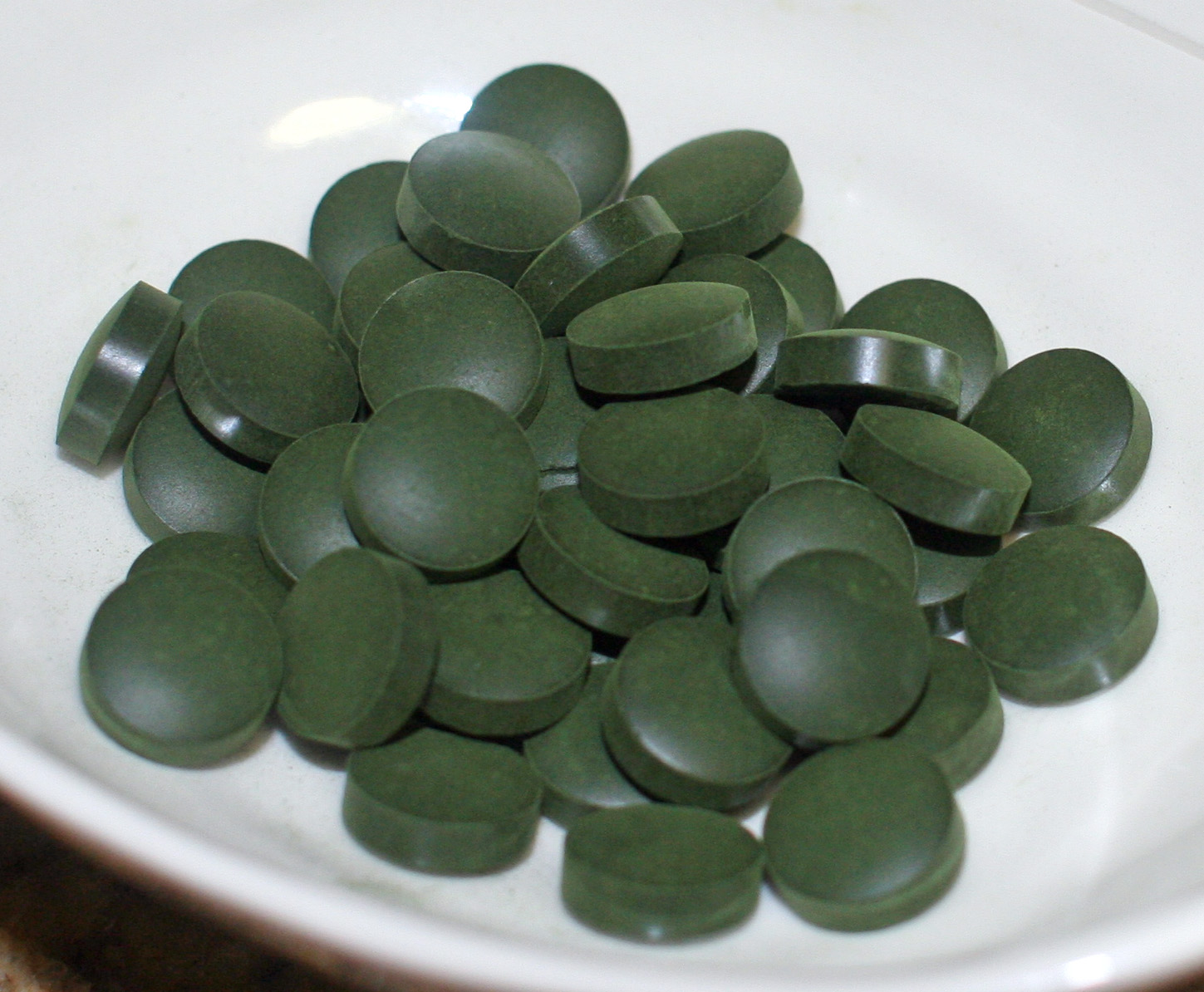
Spirulina-tabletten

Spirulina is een voedingssupplement, vervaardigd uit de blauwgroene spiraalvormige cyanobacteriën Arthrospira platensis of Arthrospira maxima: micro-organismen die van nature in mineraalrijke zoutwatermeren voorkomen. De grootste concentraties zijn te vinden in Mexico, in Centraal-Afrika en in Oost-Afrika. Commerciële spirulina wordt echter gekweekt in speciale buitentanks in delen van Noord-Amerika en Azië. In 2009 werd wereldwijd ongeveer 3000 ton spirulina gekweekt voor commerciële doeleinden. Het preparaat wordt meestal in pil- of poedervorm geconsumeerd.

## Naamgeving
In het verleden werden de soorten A. platensis en A. maxima gerekend tot het geslacht Spirulina, maar later werden ze gerekend tot een ander geslacht: Arthrospira. De naam van het voedingssupplement is om historische en commerciële redenen niet aangepast.

## Gezondheidsclaims

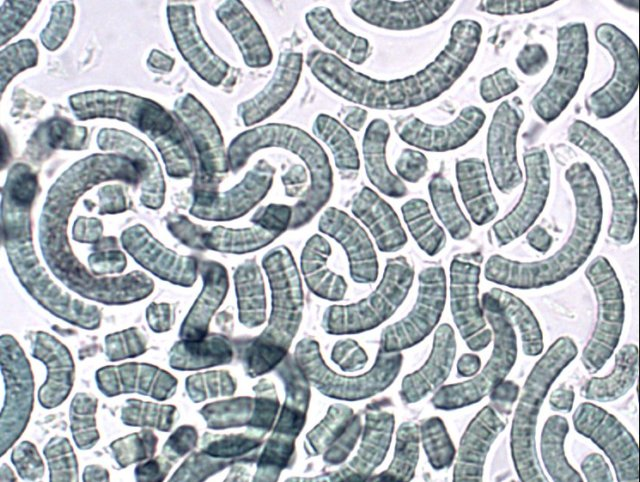
Spirulina-poeder, 400x vergroot.

Spirulina is rijk aan vitaminen, essentiële aminozuren, omega 3-vetzuren, essentiële vetzuren, allerlei mineralen en eiwitten. Het eiwitgehalte is ongeveer 60–70%, en bevat alle essentiële aminozuren.
In tegenstelling tot veel andere cyanobacteriën (ook bekend als 'blauwalg') die veelal giftig zijn, heeft zuivere spirulina die eigenschap niet. In dierexperimenteel onderzoek naar eventuele mutageniteit, toxiciteit en teratogeniciteit is vastgesteld dat spirulina geen veiligheidsrisico had, ook niet in hoge doseringen. Integendeel, spirulina bleek vissen te beschermen tegen giftige concentraties van sommige chemische stoffen.
Er zijn diverse therapeutische toepassingen van spirulina. Het heeft onder meer een leverbeschermende werking, die samenhangt met de antioxidatieve eigenschappen van spirulina. Deze antioxidatieve activiteit wordt vooral toegeschreven aan de aanwezigheid van twee fycobiliproteïnen: fycocyanine en allofycocyanine. Uit onderzoek bleek dat deze antioxidatieve werking bij kan dragen aan bescherming tegen diabetische nierschade.
Spirulina is rijk aan bladgroen, waaraan ontgiftende eigenschappen toegekend worden. Uit onderzoek bleek spirulina muizen te beschermen tegen de teratogene werking van cadmium. Uit onderzoek bleek het nemen van een voedingssupplement met spirulina het optreden van anemie tijdens de zwangerschap en borstvoeding te kunnen verminderen.

## Gezondheidsrisico's
Bij een onderzoek in 2012 is vastgesteld dat alle onderzochte spirulina-producten cytotoxische (schadelijke) hoeveelheden van het zeer giftige microcystine bevatten, wat gezondheidsclaims dubieus maakt, zeker als het langdurig wordt gebruikt. Waarschijnlijk wordt deze stof niet gemaakt door de Arthrospira-bacteriën, maar door andere bacteriën, met name Microcystis aeruginosa, die vrijwel altijd voorkomen in het water waaruit Spirulina wordt gewonnen.
In veel Spirulina-producten blijken aanzienlijke concentraties zware metalen te zitten, met name lood, kwik, cadmium en arseen. Dit blijkt te komen doordat de bacterie deze stoffen actief bindt. De concentraties van deze stoffen overschrijden echter niet de geadviseerde maximum dosis.
Spirulina kan in sommige gevallen ongunstige interacties hebben met verschillende medicijnen; met name medicijnen die het immuunsysteem onderdrukken en bloedverdunners. Door de versterkende werking op het immuunsysteem kan het auto-immuunziekten verergeren. Spirulina kan er ook voor zorgen dat het lichaam minder goed ijzer kan opnemen, echter is dit alleen getest op mensen met obesitas en behandelde hypertensie.

## Ruimtevaart
De Arthrospira platensis wordt door de Europese Ruimtevaartorganisatie (ESA) onderzocht in bioreactoren om op lange termijn te gebruiken in langeafstandsmissies met astronauten. Hierbij zouden de cellen in een reactor (laatste compartiment in een reeks van vier compartimenten) gebruikt worden om zuurstof en voedsel aan te maken. De nutriënten die de cellen nodig hebben voor hun groei worden dan geleverd door afvalstoffen (menselijke ontlasting, urine, papier en oneetbare plantendelen) te verwerken in de drie voorgaande compartimenten. Alle stappen in dit proces worden onderzocht in het MELiSSA-project (Micro-Ecological Life Support System Alternative) van ESA.